# توکهولز
توکهولز (به انگلیسی: Tockholes) یک روستا و محله مدنی در بریتانیا است که در بلکبرن ویت داروین واقع شده‌است. توکهولز ۴۷۸ نفر جمعیت دارد.